# Oraško Brdo
Oraško Brdo es un pueblo ubicado en el municipio de Bosanski Petrovac, en el cantón de Una-Sana, Bosnia y Herzegovina.

## Superficie
Posee una superficie de 9,61 kilómetros cuadrados.

## Demografía
Hasta 1991 la población era de 65 habitantes.